# Красников, Борис Анатольевич
Бори́с Анато́льевич Кра́сников (27 ноября 1934, Сталино — 2008, Москва) — советский, российский дипломат. Чрезвычайный и полномочный посол (1980).

## Биография
Родился 27 ноября 1934 года в посёлке шахты № 4/21 Петровского района г. Сталино (ныне Донецк).
Участник Великой Отечественной войны, награждён орденом Отечественной войны II степени, подпольщик.
Во время оккупации Донецка был связным Петровского партизанского отряда, которым командовал его отец Красников Анатолий Петрович. Три раза забирался в гестапо, где подвергался пыткам. По окончании Великой Отечественной войны учился в школе, затем пошёл работать на шахту, сперва выборщиком породы, затем горным мастером.
Окончил Киевский инженерно-строительный институт (1958), Академию общественных наук при ЦК КПСС и Дипломатическую академию МИД СССР (1980). Кандидат исторических наук. На партийной, комсомольской и общественной работе, был вторым секретарём ЦК ЛКСМ Узбекистана. Затем находился на дипломатической работе.
С 15 сентября 1980 по 11 августа 1989 года — чрезвычайный и полномочный посол СССР в Экваториальной Гвинее.
С 1992 по 13 сентября 1994 года — чрезвычайный и полномочный посол Российской Федерации в Республике Казахстан.
С 12 мая 1995 по 14 сентября 1999 года — чрезвычайный и полномочный посол Российской Федерации в Центральноафриканской Республике.
Депутат Верховного Совета Узбекской ССР VI, VII, VIII и IX созывов (1961—1978), делегат XXV съезда КПСС, XIV Всесоюзного съезда профсоюзов и XV съезда ВЛКСМ.
Похоронен на Троекуровском кладбище Москвы (участок 14).

## Награды
- Орден Октябрьской Революции (1973).
- Орден Трудового Красного Знамени (1972, 1976).
- Орден «Знак Почёта» (1965, 1984).
- Орден Отечественной войны II степени (2003).
- Орден «За мужество» (2002).
- Большой крест Ордена Независимости Республики Экваториальная Гвинея (1989).
- Звезда Ордена признательности за заслуги перед Центральноафриканской Республикой (1999).

## Семья
Был женат, имеет троих детей.